# Herb województwa podlaskiego
Herb województwa podlaskiego – jeden z symboli województwa podlaskiego w postaci herbu.

## Wygląd i symbolika
Herb przedstawia na tarczy czerwonej dwudzielnej w pas w polu górnym białego orła ze złotymi: dziobem, łapami i koroną na głowie, w polu dolnym rycerza na srebrnym koniu, w zbroi srebrnej i w takimż szyszaku, z mieczem srebrnym o złotej rękojeści wzniesionym w prawej ręce, na lewym ramieniu trzymającego tarczę błękitną z podwójnym krzyżem złotym na błękitnym polu. Ostroga rycerza i uprząż końska są złote, siodło i czaprak koński błękitne.
U góry herbu przedstawione jest godło Polski (Orzeł Biały), a na dole element herbu Litwy, czyli Pogoń, co ma symbolizować, że Podlasie należało do Korony i Litwy. 
Herb nawiązuje do herbu z czasów I Rzeczypospolitej, jednak zmieniono podział tarczy.

## Historia
W latach 1513–1795 herbem województwa podlaskiego były połączone na tarczy dwudzielnej w słup 2 herby: polski i litewski – orzeł bez korony w polu czerwonym i Pogoń litewska.

Herb województwa podlaskiego w czasach I RP
Alternatywna wersja herbu
Inna alternatywna wersja herbu

Obecny herb województwa został ustanowiony uchwałą sejmiku w dniu 19 lutego 2001 r. Autorem projektu herbu jest Tadeusz Gajl.